# فرعة الجرجر

تعديل مصدري - تعديل

فرعة الجرجر هي إحدى قرى عزلة سرار بمديرية سرار التابعة لمحافظة أبين، بلغ تعداد سكانها 27 نسمة حسب تعداد اليمن لعام 2004.